# Titterstone Clee Hill
Titterstone Clee Hill är ett berg i Storbritannien.   Det ligger i grevskapet Shropshire i riksdelen England, i den södra delen av landet, 190 km nordväst om huvudstaden London. Toppen på Titterstone Clee Hill är 533 meter över havet, eller 312 meter över den omgivande terrängen. Bredden vid basen är 5,5 km.
Terrängen runt Titterstone Clee Hill är platt åt sydväst, men åt nordost är den kuperad. Runt Titterstone Clee Hill är det ganska glesbefolkat, med 42 invånare per kvadratkilometer. Närmaste större samhälle är Ludlow, 7,7 km väster om Titterstone Clee Hill. Trakten runt Titterstone Clee Hill består till största delen av jordbruksmark.